# 品川心中
『品川心中』（しながわしんじゅう）は、古典落語の演目。
品川の遊廓を舞台にした噺である。前半では女郎と客の心中がテーマとなっているが、後半では自分を騙した女郎に客が仕返しを目論む展開となる。長い噺であるため、前半のみの話で終了させることが多いとされる。後半については『仕返し』という独立した演題もある。
『井関隆子日記』の天保11年（1840年）の2月の条に、原話と思われる記述がある。また前半の落ち（サゲ）は、享保12年（1726年）の『軽口しりとり』第2巻の「浅草のかたきうち」にその形が見える。
1940年9月に当時の講談落語協会が警視庁に届ける形で口演自粛を決定した禁演落語53演目に含められた。

## あらすじ
ここでは話の前半を上、後半を下に分けて説明する。

### 上
品川の女郎「お染」は、行事の金が出来ないために下の女から馬鹿にされるので、死ぬことを決断する。1人で死ぬのは嫌なので誰か道連れをつくることを考える。なじみの客から道連れを選び、少々ぼんやりしている貸本屋の金蔵と一緒に死ぬことに決める。早速金蔵を呼び出したお染は無理やり金蔵に心中を承知させる。
翌日の晩、いざ心中という時にカミソリで首を斬るのを金蔵が嫌がるので、外の桟橋から身投げをすることにする。桟橋でなかなか飛び込もうとしない金蔵をお染が突き落とし、自分も飛び込もうとしたところに、店の若い衆が「金が出来た」という知らせを伝えに来る。お染は死ぬのが馬鹿馬鹿しくなって店へ戻ってしまう。
遠浅だったため死にそびれた金蔵は親方のところへ行くが、親方の家では博打をしており、戸を叩く音で「役人だ」と早合点して全員大騒ぎ。尋ねてきたのが金蔵と分かり安心するが、1人びくともしない者がいた。その者を褒めると「いやとっくに腰が抜けております」。

### 下
翌朝、金蔵が親方に経緯を話し、怒った親方は金蔵とともに、お染への仕返しを考える。
金蔵は、お染を訪ねていき、部屋で「白い団子が食いてえ」などと、気味の悪い話をする。しばらくして、お染を訪ねて来た人があると店の者が呼びに来る。出て行くと、親方と金蔵の弟という二人連れが来ており、金蔵の通夜に来てもらいたい、という。
驚いたお染が、そんなはずはない、と、親方を連れて部屋に戻ると金蔵の姿はなく、蒲団に金蔵の位牌が入っている。親方は金蔵が化けて出た、このままではお前は取り殺される、頭を丸めたほうがいい、と脅し、お染の髪を剃ってしまう。そこに金蔵が現れる。悔しがるお染に「お前があんまり客を釣るから、魚篭に（比丘尼）されたんだ」。

## バリエーション
武藤禎夫が『定本 古典落語三百題』で紹介しているあらすじでは、前記とは以下の点が異なっている。
- お染が心中を決意する経緯は、年齢を重ねて客がつかなくなったので死ぬことにしたが、貧窮が理由でというのは嫌なので、相手を見つければ心中と浮名が立つと考える。
- 金蔵は「この世の別れ」と宴会を開き、心中のことを忘れて寝る。それをお染が起こして桟橋に連れて行く。
- 親方（武藤は「親分」と表現）ともう一人がお染をだますために訪ねた理由は「金蔵の死体が上がった時、お前さんと交わした起請が出てきた」。
- 金蔵のいた座敷でお染が見たのは戒名を書いた紙。
- お染は回向料も親方に出す。

3代目三遊亭圓馬は後半まで演じ、お染が「よく見やがれ。これはかもじ（入れ髪）だ」と言い返すサゲを用いて『入れ髪』の演目で演じていた｡この「下ろしたと見せかけて実はかもじ」という展開は、類似する『星野屋』のくだりにもあり、こちらでは「かもじ」以降も策略の応酬が続くようになっている。
上方落語では桂文太が『松島心中』の題で松島遊廓を題材に改作し演じた。

## 映像化
映画『幕末太陽傳』のエピソードとして登場している。小沢昭一が金蔵（ただし表記は「金造」）を演じ、左幸子がお染を演じた。また、落語を主題にしたテレビドラマ『タイガー&ドラゴン』でも映像化されており、主人公らの生き方が一変するようなストーリーとなっている。

## 題材にした作品
ヘヴィメタルバンド人間椅子の13thアルバム『瘋痴狂』（2006年）には、この噺を題材とした曲が収録されている。
この噺を元に麦人が脚本を書き下ろし、2012年2月から3月にかけ、麦人・森うたうのユニット「うたう麦」によって同名の語り芝居として上演された。

## 小説・コミック化作品
- 坂井希久子『小説 品川心中』二見書房、2021年

柳家喬太郎監修、小説落語シリーズの最終第5巻
- 小野塚カホリ『品川心中』祥伝社フィールコミックス、2011年